# جامعة ميكولايف الزراعية الوطنية
جامعة ميكولايف الزراعية الوطنية مؤسسة تعليم عالي أوكرانية، (بالأوكرانية: Миколаївський національний аграрний університет) هي جامعة تقع في ميكولايف أوبلاست، أوكرانيا. تأسست هذه الجامعة في سنة 2002